# 1965 a tudományban
Az 1965. év a tudományban és a technikában.

## Űrkutatás
- március 18. – Az első űrséta: a Voszhod–2 küldetésén Alekszej Leonov orosz, szovjet űrhajós 12 percet töltött az űrben.

## Díjak
- Nobel-díjak
  - Fizikai Nobel-díj: Tomonaga Sinicsiró, Julian Schwinger, Richard P. Feynman
  - Fiziológiai és orvostudományi Nobel-díj: François Jacob, André Michel Lwoff, Jacques Monod
  - Kémiai Nobel-díj: Robert Woodward

## Születések
- június 21. – Jang Li-vej kínai űrhajós, az első kínai, aki eljutott a világűrbe; a Sencsou–5 (Shenzhou–5) volt az első kínai emberes űrrepülés.
- augusztus 26. – Marcus du Sautoy brit matematikus

## Halálozások
- március 30. – Philip Showalter Hench Nobel-díjas (megosztva) amerikai orvos (* 1896)
- április 21. – Edward Victor Appleton Nobel-díjas brit csillagász, fizikus (* 1892)
- július 9. – Louis Harold Gray brit fizikus, az ionizáló sugárzás biológiai hatásainak kutatásával megalapozta a radiobiológia tudományterületét (* 1905)
- augusztus 27. – Le Corbusier svájci francia építész, teoretikus, a 20 század egyik legnagyobb hatású építőművészeti személyisége (* 1887)
- szeptember 4. – Albert Schweitzer német teológus, lelkész, filozófus, orvos; Nobel-békedíjas (* 1875)
- október 13. – Paul Hermann Müller orvostudományi Nobel-díjas svájci vegyész, a DDT rovarirtó hatásának felfedezője (* 1899)
- december 5. – Joseph Erlanger Nobel-díjas amerikai fiziológus (* 1874)